# Billignin
Billignin, parfois écrit Bilignin,  est un hameau de la commune de Belley dans le département de l’Ain.

## Histoire

### Gertrude Stein
Ce hameau est connu pour avoir abrité Gertrude Stein et Alice B. Toklas pendant la Seconde Guerre mondiale. Les deux femmes avaient loué une gentilhommière où leur rendirent visite beaucoup de leurs amis de Paris comme Paul Bowles, Pablo Picasso, Bernard Faÿ… La « maison de Gertrude Stein » existe toujours. 
C'est à Billignin que Gertrude Stein apprit la nouvelle de la Libération de la France. C'est également à Bilignin que se situe l'essentiel de son récit Les Guerres que j'ai vues.

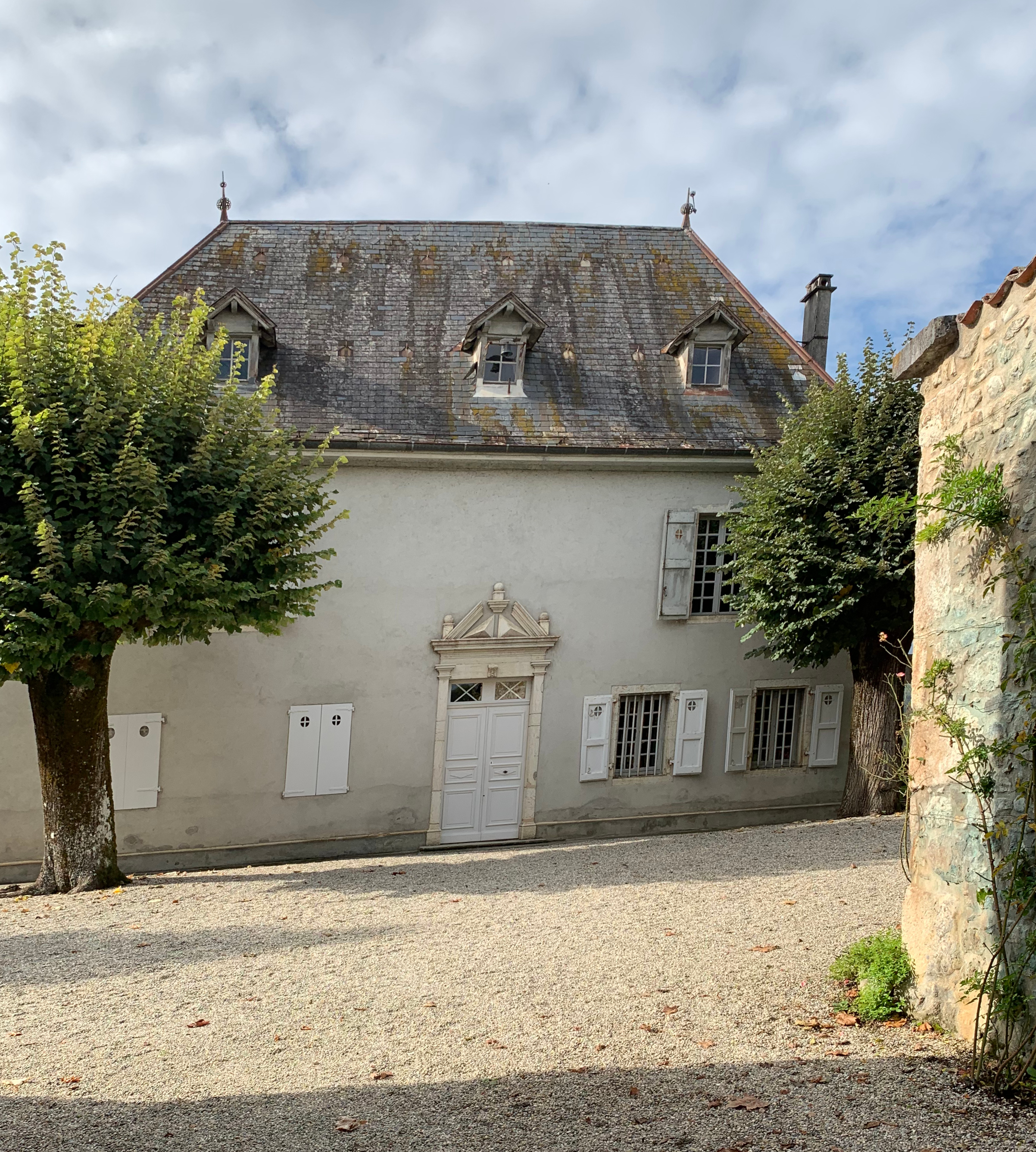
La « maison de Gertrude Stein » en octobre 2019.
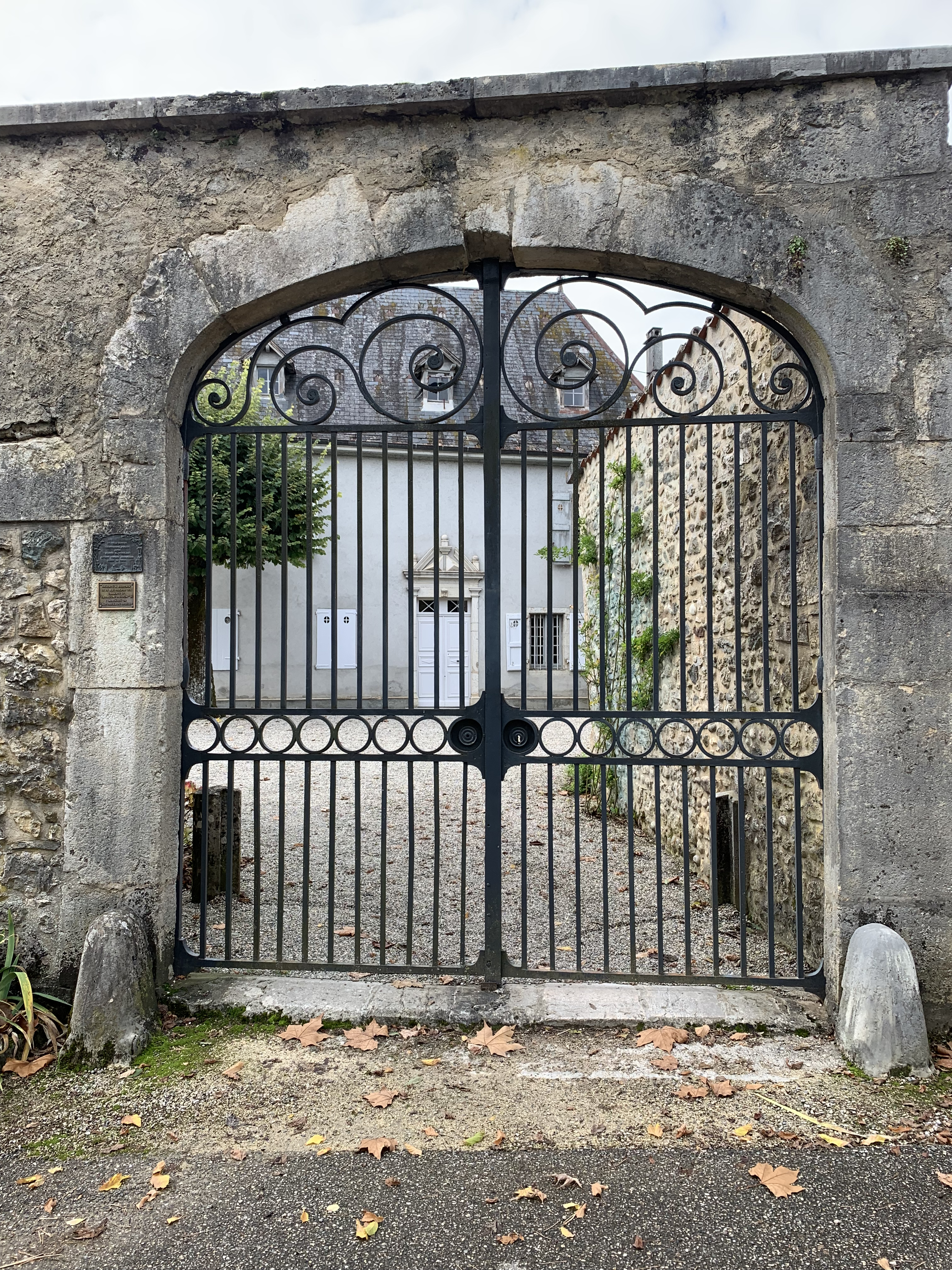
Portail de la maison.
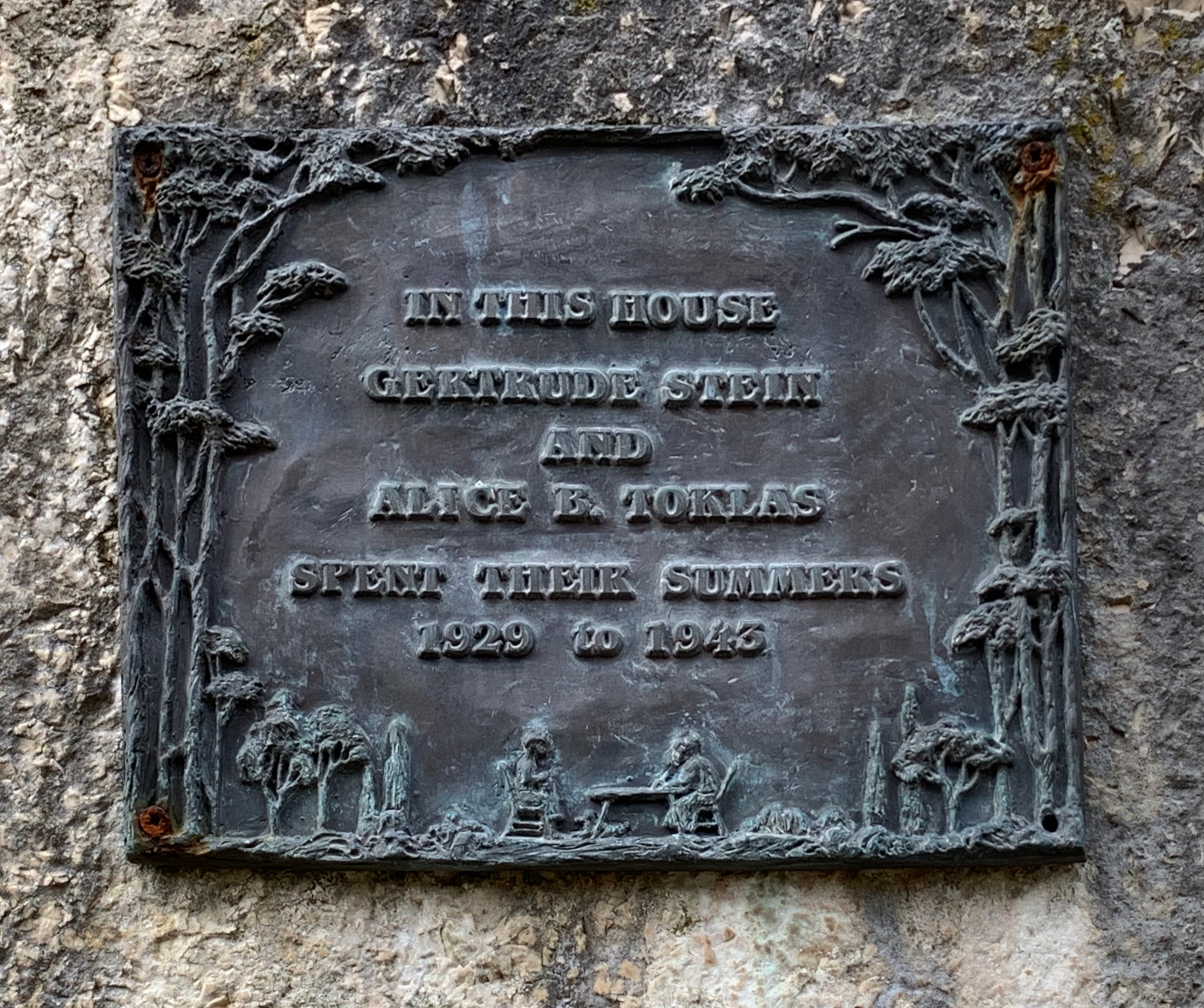
Plaque commémorative en anglais.